# レネ・ファン・デ・ケルクホフ
レネ・ファン・デ・ケルクホフ（Reinier "René" Antonius van de Kerkhof, 1951年9月16日 - ）は、オランダ・ヘルモント出身の元サッカー選手、現サッカー指導者。選手時代のポジションはFW(WG)。
同じくサッカー選手のウィリー・ファン・デ・ケルクホフは双子の兄。

## 略歴
FCトゥウェンテの下部組織出身。1970年にトップチーム昇格を果たす。1973年にPSVに移籍後は、ウイングとして活躍。その後、ギリシャ、香港、オランダ2部リーグでプレーし、現役生活を終えた。
1973年からはオランダ代表にも招集され、以降サイド攻撃の要として定着。ワールドカップは1974年と1978年に出場。1978年大会ではウィリーと共にオランダの準優勝に貢献した。

## エピソード
1978年W杯決勝において、負傷部分を保護するためにルネが腕に巻いたバンデージに対戦国であるアルゼンチンが猛抗議し、試合開始が遅れるという事態になった。

## 出場大会
- 1974 FIFAワールドカップ
- 1978 FIFAワールドカップ
- EURO1976
- EURO1980